# 2018-as labdarúgó-világbajnokság-selejtező (CONCACAF – 4. forduló)
A 2018-as labdarúgó-világbajnokság észak-amerikai selejtezőjének 4. fordulójának mérkőzéseit tartalmazó lapja.

## Lebonyolítás
A negyedik fordulóban 12 csapat vett részt: az 1–6. helyen rangsoroltak és a harmadik forduló 6 továbbjutója. A csapatokat három darab négycsapatos csoportba sorsolták, ahol körmérkőzéses oda-visszavágós rendszerben mérkőztek meg egymással. A két csoportgyőztes és a két csoportmásodik továbbjutott az ötödik fordulóba. A mérkőzéseket 2015. november 7. és 2016. szeptember 6. között játszották le.

## Kiemelés
A sorsolást 2015. július 25-én tartották Szentpéterváron.
A kiemelést a 2014 augusztusi FIFA-világranglista alapján határozták meg. A rangsor szerinti első hat csapatot két kalapba sorolták:
- Az 1. kalapba a rangsor szerinti 1–3. helyezett csapatok kerültek
- A 2. kalapba a rangsor szerinti 4–6. helyezett csapatok kerültek

A kalapokból minden csoportba egy-egy csapatot sorsoltak, a 3. forduló továbbjutói pedig automatikusan sorrendben kerültek a csoportokba: Az 1. és 2. mérkőzés győztesei az A, a 3. és 4. mérkőzés győztesei a B, az 5. és 6. mérkőzés győztesei a C csoportba kerültek.
| 1. kalap                                                   | 2. kalap                                                   | A 3. forduló győztesei |
| ---------------------------------------------------------- | ---------------------------------------------------------- | --- |
| - Costa Rica (15.) - Mexikó (17.) - Egyesült Államok (18.) | - Honduras (43.) - Panama (63.) - Trinidad és Tobago (80.) | - Jamaica (85.) - Haiti (117.) - Kanada (122.) - Salvador (127.) - Guatemala (134.) - Saint Vincent és a Grenadine-szigetek (134.) |

Jegyzet
A 3. forduló győztesei a sorsolás időpontjában nem voltak ismertek.

## Naptár
A játéknapok a következők:
| Játéknap    | Dátum                   |
| ----------- | ----------------------- |
| 1. játéknap | 2015. november 13., 17. |
| 2. játéknap | 2015. november 13., 17. |
| 3. játéknap | 2016. március 25., 29.  |
| 4. játéknap | 2016. március 25., 29.  |
| 5. játéknap | 2016. szeptember 2., 6. |
| 6. játéknap | 2016. szeptember 2., 6. |

## Csoportok
Sorrend meghatározása
A selejtezők során a csoportokban a következők szerint kellett meghatározni a sorrendet:
1. több szerzett pont az összes mérkőzésen (egy győzelemért 3 pont, egy döntetlenért 1 pont jár, a vereségért nem jár pont)
2. jobb gólkülönbség az összes mérkőzésen
3. több lőtt gól az összes mérkőzésen
4. több szerzett pont az azonosan álló csapatok között lejátszott mérkőzéseken
5. jobb gólkülönbség az azonosan álló csapatok között lejátszott mérkőzéseken
6. több lőtt gól az azonosan álló csapatok között lejátszott mérkőzéseken
7. több idegenben szerzett gól (ha két csapat áll azonosan)
8. rájátszás mérkőzés semleges helyszínen, hosszabbítással és büntetőkkel

### A csoport
| Hely. | Csapat   | M | Gy | D | V | G+ | G– | Gk  | P  | Továbbjutás                  |     | Mexikó | Honduras | Kanada | Salvador |
| ----- | -------- | - | -- | - | - | -- | -- | --- | -- | ---------------------------- | --- | ------ | -------- | ------ | -------- |
| 1.    | Mexikó   | 6 | 5  | 1 | 0 | 13 | 1  | +12 | 16 | Továbbjutott az 5. fordulóba |     | —      | 0–0      | 2–0    | 3–0      |
| 2.    | Honduras | 6 | 2  | 2 | 2 | 6  | 6  | 0   | 8  | Továbbjutott az 5. fordulóba |     | 0–2    | —        | 2–1    | 2–0      |
| 3.    | Kanada   | 6 | 2  | 1 | 3 | 5  | 8  | −3  | 7  |                              |     | 0–3    | 1–0      | —      | 3–1      |
| 4.    | Salvador | 6 | 0  | 2 | 4 | 4  | 13 | −9  | 2  |                              | 1–3 | 2–2    | 0–0      | —      |          |

| 2015. november 13. 20:00 (UTC–6) |

| Mexikó                           | 3–0               | Salvador |
| -------------------------------- | ----------------- | -------- |
| Guardado 7' Herrera 42' Vela 64' | (2–0) Jegyzőkönyv |          |

| Estadio Azteca, Mexikóváros Nézőszám: 57 623 Játékvezető: Walter López (guatemalai) |

| 2015. november 13. 19:08 (UTC–8) |

| Kanada    | 1–0               | Honduras |
| --------- | ----------------- | -------- |
| Larin 38' | (1–0) Jegyzőkönyv |          |

| BC Place Stadion, Vancouver Nézőszám: 20 108 Játékvezető: Kevin Morrison (jamaicai) |

| 2015. november 17. 15:00 (UTC–6) |

| Honduras | 0–2               | Mexikó              |
| -------- | ----------------- | ------------------- |
|          | (0–0) Jegyzőkönyv | Corona 67' Damm 72' |

| Estadio Olimpico, San Pedro Sula Nézőszám: 35 209 Játékvezető: John Pitti (panamai) |

| 2015. november 17. 19:30 (UTC–6) |

| Salvador | 0–0         | Kanada |
| -------- | ----------- | ------ |
|          | Jegyzőkönyv |        |

| Estadio Cuscatlan, San Salvador Nézőszám: 6816 Játékvezető: Mark Geiger (amerikai) |

| 2016. március 25. 19:06 (UTC−6) |

| Salvador                 | 2–2               | Honduras            |
| ------------------------ | ----------------- | ------------------- |
| Punyed 45+2' Bonilla 88' | (1–1) Jegyzőkönyv | Elis 19' Lozano 59' |

| Estadio Cuscatlán, San Salvador Nézőszám: 9915 Játékvezető: Javier Santos (Puerto Ricó-i) |

| 2016. március 25. 19:08 (UTC−7) |

| Kanada | 0–3               | Mexikó                               |
| ------ | ----------------- | ------------------------------------ |
|        | (0–2) Jegyzőkönyv | Chicharito 32' Lozano 40' Corona 72' |

| BC Place Stadion, Vancouver Nézőszám: 54 798 Játékvezető: Kimbell Ward (Saint Kitts és Nevis-i) |

| 2016. március 29. 19:06 (UTC−6) |

| Honduras                | 2–0               | Salvador |
| ----------------------- | ----------------- | -------- |
| García 52' Quioto 90+4' | (0–0) Jegyzőkönyv |          |

| Estadio Olímpico Metropolitano, San Pedro Sula Nézőszám: 38 000 Játékvezető: Ricardo Montero (costa rica-i) |

| 2016. március 29. 20:30 (UTC−6) |

| Mexikó                               | 2–0               | Kanada |
| ------------------------------------ | ----------------- | ------ |
| Guardado 17' (11-esből) Corona 45+3' | (2–0) Jegyzőkönyv |        |

| Estadio Azteca, Mexikóváros Nézőszám: 64 430 Játékvezető: Yadel Martínez (kubai) |

| 2016. szeptember 2. 15:06 (UTC−6) |

| Honduras                  | 2–1               | Kanada    |
| ------------------------- | ----------------- | --------- |
| Martínez 45+2' Quioto 50' | (1–1) Jegyzőkönyv | James 35' |

| Estadio Olímpico Metropolitano, San Pedro Sula Nézőszám: 39 000 Játékvezető: Yadel Martínez (kubai) |

| 2016. szeptember 2. 20:06 (UTC−6) |

| Salvador             | 1–3               | Mexikó                                          |
| -------------------- | ----------------- | ----------------------------------------------- |
| Larín 24' (11-esből) | (1–0) Jegyzőkönyv | Moreno 52' Sepúlveda 58' Jiménez 73' (11-esből) |

| Estadio Cuscatlán, San Salvador Nézőszám: 24 500 Játékvezető: Armando Villarreal (amerikai) |

| 2016. szeptember 6. 21:00 (UTC−5) |

| Mexikó | 0–0         | Honduras |
| ------ | ----------- | -------- |
|        | Jegyzőkönyv |          |

| Estadio Azteca, Mexikóváros Nézőszám: 41 008 Játékvezető: Mark Geiger (amerikai) |

| 2016. szeptember 6. 19:00 (UTC−7) |

| Kanada                               | 3–1               | Salvador    |
| ------------------------------------ | ----------------- | ----------- |
| Larin 11' Ledgerwood 53' Edgar 90+2' | (1–0) Jegyzőkönyv | Bonilla 78' |

| BC Place Stadion, Vancouver Nézőszám: 20 726 Játékvezető: Valdin Legister (jamaicai) |

### B csoport
| Hely. | Csapat     | M | Gy | D | V | G+ | G– | Gk | P  | Továbbjutás                  |     | Costa Rica | Panama | Haiti | Jamaica |
| ----- | ---------- | - | -- | - | - | -- | -- | -- | -- | ---------------------------- | --- | ---------- | ------ | ----- | ------- |
| 1.    | Costa Rica | 6 | 5  | 1 | 0 | 11 | 3  | +8 | 16 | Továbbjutott az 5. fordulóba |     | —          | 3–1    | 1–0   | 3–0     |
| 2.    | Panama     | 6 | 3  | 1 | 2 | 7  | 5  | +2 | 10 | Továbbjutott az 5. fordulóba |     | 1–2        | —      | 1–0   | 2–0     |
| 3.    | Haiti      | 6 | 1  | 1 | 4 | 2  | 4  | −2 | 4  |                              |     | 0–1        | 0–0    | —     | 0–1     |
| 4.    | Jamaica    | 6 | 1  | 1 | 4 | 2  | 10 | −8 | 4  |                              | 1–1 | 0–2        | 0–2    | —     |         |

| 2015. november 13. 20:00 (UTC–6) |

| Costa Rica | 1–0               | Haiti |
| ---------- | ----------------- | ----- |
| Gamboa 29' | (1–0) Jegyzőkönyv |       |

| Estadio Nacional de Costa Rica, San José Nézőszám: 35 000 Játékvezető: Yadel Martinez (kubai) |

| 2015. november 13. 21:00 (UTC–5) |

| Jamaica | 0–2               | Panama                        |
| ------- | ----------------- | ----------------------------- |
|         | (0–1) Jegyzőkönyv | Cooper 43' Morgan 52' (öngól) |

| Independence Park, Kingston Nézőszám: 18 000 Játékvezető: Roberto García Orozco (mexikói) |

| 2015. november 17. 19:00 (UTC–5) |

| Haiti | 0–1               | Jamaica       |
| ----- | ----------------- | ------------- |
|       | (0–0) Jegyzőkönyv | Donaldson 62' |

| Stade Sylvio Cator, Port-au-Prince Nézőszám: 12 000 Játékvezető: Javier Santos (Puerto Ricó-i) |

| 2015. november 17. 20:30 (UTC–5) |

| Panama     | 1–2               | Costa Rica         |
| ---------- | ----------------- | ------------------ |
| Tejada 71' | (0–0) Jegyzőkönyv | Ruiz 66' Ureña 69' |

| Estadio Rommel Fernandez, Panamaváros Nézőszám: 26 607 Játékvezető: Joel Aguilar (salvadori) |

| 2016. március 25. 19:00 (UTC–5) |

| Jamaica    | 1–1               | Costa Rica |
| ---------- | ----------------- | ---------- |
| Watson 16' | (1–0) Jegyzőkönyv | Acosta 67' |

| Independence Park, Kingston Nézőszám: 21 500 Játékvezető: Jair Marrufo (amerikai) |

| 2016. március 25. 19:00 (UTC–5) |

| Haiti | 0–0         | Panama |
| ----- | ----------- | ------ |
|       | Jegyzőkönyv |        |

| Stade Sylvio Cator, Port-au-Prince Nézőszám: 12 000 Játékvezető: Oscar Reyna (guatemalai) |

| 2016. március 29. 20:30 (UTC−5) |

| Panama    | 1–0               | Haiti |
| --------- | ----------------- | ----- |
| Baloy 81' | (0–0) Jegyzőkönyv |       |

| Estadio Rommel Fernández, Panamaváros Nézőszám: 13 082 Játékvezető: Oscar Moncada (hondurasi) |

| 2016. március 29. 20:00 (UTC−6) |

| Costa Rica                     | 3–0               | Jamaica |
| ------------------------------ | ----------------- | ------- |
| Borges 7' Ruiz 37' Venegas 76' | (2–0) Jegyzőkönyv |         |

| Estadio Nacional de Costa Rica, San José Nézőszám: 35 062 Játékvezető: Drew Fischer (kanadai) |

| 2016. szeptember 2. 19:00 (UTC−5) |

| Haiti | 0–1               | Costa Rica   |
| ----- | ----------------- | ------------ |
|       | (0–0) Jegyzőkönyv | Azofeifa 71' |

| Stade Sylvio Cator, Port-au-Prince Nézőszám: 3200 Játékvezető: Marlon Mejía (salvadori) |

| 2016. szeptember 2. 20:30 (UTC−5) |

| Panama                  | 2–0               | Jamaica |
| ----------------------- | ----------------- | ------- |
| Torres 28' Arroyo 90+2' | (1–0) Jegyzőkönyv |         |

| Estadio Rommel Fernández, Panamaváros Nézőszám: 19 717 Játékvezető: Joel Aguilar (salvadori) |

| 2016. szeptember 6. 20:30 (UTC−5) |

| Jamaica | 0–2               | Haiti                  |
| ------- | ----------------- | ---------------------- |
|         | (0–0) Jegyzőkönyv | Lafrance 68' Nazon 88' |

| Independence Park, Kingston Nézőszám: 3500 Játékvezető: Adrian Skeete (barbadosi) |

| 2016. szeptember 6. 19:30 (UTC−6) |

| Costa Rica                    | 3–1               | Panama                |
| ----------------------------- | ----------------- | --------------------- |
| Bolaños 19' 79' Matarrita 84' | (1–0) Jegyzőkönyv | Tejada 90' (11-esből) |

| Estadio Nacional de Costa Rica, San José Nézőszám: 34 219 Játékvezető: Roberto García Orozco (mexikói) |

### C csoport
| Hely. | Csapat                                | M | Gy | D | V | G+ | G– | Gk  | P  | Továbbjutás                  |     | Amerikai Egyesült Államok | Trinidad és Tobago | Guatemala | Saint Vincent és a Grenadine-szigetek |
| ----- | ------------------------------------- | - | -- | - | - | -- | -- | --- | -- | ---------------------------- | --- | ------------------------- | ------------------ | --------- | ------------------------------------- |
| 1.    | Egyesült Államok                      | 6 | 4  | 1 | 1 | 20 | 3  | +17 | 13 | Továbbjutott az 5. fordulóba |     | —                         | 4–0                | 4–0       | 6–1                                   |
| 2.    | Trinidad és Tobago                    | 6 | 3  | 2 | 1 | 13 | 9  | +4  | 11 | Továbbjutott az 5. fordulóba |     | 0–0                       | —                  | 2–2       | 6–0                                   |
| 3.    | Guatemala                             | 6 | 3  | 1 | 2 | 18 | 11 | +7  | 10 |                              |     | 2–0                       | 1–2                | —         | 9–3                                   |
| 4.    | Saint Vincent és a Grenadine-szigetek | 6 | 0  | 0 | 6 | 6  | 34 | −28 | 0  |                              | 0–6 | 2–3                       | 0–4                | —         |                                       |

| 2015. november 13. 18:10 (UTC–6) |

| Egyesült Államok                                             | 6–1               | Saint Vincent és a Grenadine-szigetek |
| ------------------------------------------------------------ | ----------------- | ------------------------------------- |
| Wood 11' Johnson 29' Altidore 31' 74' Cameron 51' Zardes 58' | (3–1) Jegyzőkönyv | Anderson 5'                           |

| Busch Memorial Stadium, St. Louis Nézőszám: 43 433 Játékvezető: Jeffrey Solis (Costa Rica-i) |

| 2015. november 13. 19:06 (UTC–6) |

| Guatemala | 1–2         | Trinidad és Tobago   |
| --------- | ----------- | -------------------- |
| Mejía 90' | Jegyzőkönyv | Hyland 67' Jones 80' |

| Mateo Flores, Guatemalaváros Nézőszám: 18 313 Játékvezető: Mathieu Bourdeau (kanadai) |

| 2015. november 17. 15:30 (UTC–4) |

| Saint Vincent és a Grenadine-szigetek | 0–4               | Guatemala                                         |
| ------------------------------------- | ----------------- | ------------------------------------------------- |
|                                       | (0–2) Jegyzőkönyv | Cincotta 23' M. López 32' D. López 48' Tinoco 81' |

| Arnos Vale Stadium, Arnos Vale Nézőszám: 3500 Játékvezető: Drew Fischer (kanadai) |

| 2015. november 17. 19:36 (UTC–4) |

| Trinidad és Tobago | 0–0         | Egyesült Államok |
| ------------------ | ----------- | ---------------- |
|                    | Jegyzőkönyv |                  |

| Hasely Crawford Stadium, Port of Spain Nézőszám: 22 809 Játékvezető: César Ramos (mexikói) |

| 2016. március 25. 15:30 (UTC–4) |

| Saint Vincent és a Grenadine-szigetek  | 2–3               | Trinidad és Tobago             |
| -------------------------------------- | ----------------- | ------------------------------ |
| M. Samuel 45' (11-esből) S. Samuel 77' | (1–0) Jegyzőkönyv | J. Jones 58' L. Garcia 71' 82' |

| Arnos Vale Sporting Complex, Kingstown Nézőszám: 3000 Játékvezető: José Kellys (panamai) |

| 2016. március 25. 20:06 (UTC–6) |

| Guatemala           | 2–0               | Egyesült Államok |
| ------------------- | ----------------- | ---------------- |
| Morales 7' Ruiz 15' | (2–0) Jegyzőkönyv |                  |

| Mateo Flores Stadium, Guatemalaváros Nézőszám: 18 313 Játékvezető: Jafeth Perea (panamai) |

| 2016. március 29. 19:00 (UTC–4) |

| Trinidad és Tobago                                             | 6–0               | Saint Vincent és a Grenadine-szigetek |
| -------------------------------------------------------------- | ----------------- | ------------------------------------- |
| Bateau 36' J. Jones 50' K. Jones 60' Molino 66' Caesar 86' 89' | (1–0) Jegyzőkönyv |                                       |

| Estadio Hasely Crawford, Port of Spain Nézőszám: 10 800 Játékvezető: Sandy Vásquez (Dominikai Köztársasági) |

| 2016. március 29. 19:25 (UTC–4) |

| Egyesült Államok                                    | 4–0               | Guatemala |
| --------------------------------------------------- | ----------------- | --------- |
| Dempsey 12' Geoff Cameron 35' Zusi 46' Altidore 89' | (2–0) Jegyzőkönyv |           |

| Mapfre Stadium, Columbus Nézőszám: 20 654 Játékvezető: Valdin Legister (jamaikai) |

| 2016. szeptember 2. 15:30 (UTC−4) |

| Saint Vincent és a Grenadine-szigetek | 0–6               | Egyesült Államok                                                           |
| ------------------------------------- | ----------------- | -------------------------------------------------------------------------- |
|                                       | (0–3) Jegyzőkönyv | Wood 28' Besler 32' Altidore 43' (11-esből) Pulisic 71' 90+2' Kljestan 78' |

| Arnos Vale Stadium, Kingstown Nézőszám: 6200 Játékvezető: Mathieu Bourdeau (kanadai) |

| 2016. szeptember 2. 19:00 (UTC−4) |

| Trinidad és Tobago | 2–2               | Guatemala    |
| ------------------ | ----------------- | ------------ |
| J. Jones 45+1' 62' | (1–1) Jegyzőkönyv | Ruiz 36' 87' |

| Hasely Crawford Stadium, Port of Spain Nézőszám: 20 147 Játékvezető: Jhon Pitti (panamai) |

| 2016. szeptember 6. 20:15 (UTC−4) |

| Egyesült Államok                          | 4–0               | Trinidad és Tobago |
| ----------------------------------------- | ----------------- | ------------------ |
| Kljestan 44' Altidore 59' 63' Arriola 71' | (1–0) Jegyzőkönyv |                    |

| EverBank Field, Jacksonville Nézőszám: 19 410 Játékvezető: Ricardo Montero (Costa Rica-i) |

| 2016. szeptember 6. 18:15 (UTC−6) |

| Guatemala                                                               | 9–3               | Saint Vincent és a Grenadine-szigetek |
| ----------------------------------------------------------------------- | ----------------- | ------------------------------------- |
| Tinoco 13' Ruiz 20' 27' 36' 57' 59' Arreola 55' Morales 78' Márquez 83' | (4–2) Jegyzőkönyv | Anderson 10' 29' McBurnette 90'       |

| Estadio Mateo Flores, Guatemalaváros Nézőszám: 5000 Játékvezető: Kimbrell Ward (Saint Kitts és Nevis-i) |